# Fonte javista
- J: Javista (século X ou IX)[1][2]
- E: Eloísta (século IX a.C.)[1]
- Dtr1: inicial (século VII a.C.) historiador deuteronomista
- Dtr2: tardio (século VI a.C.) historiador deuteronomista
- P*: Fonte sacerdotal  (século VI ou V)[3][2]
- D†: Deuteronomista
- R: Redator
- DH: História deuteronomista (livros de Josué, Juízes, Samuel, Reis)

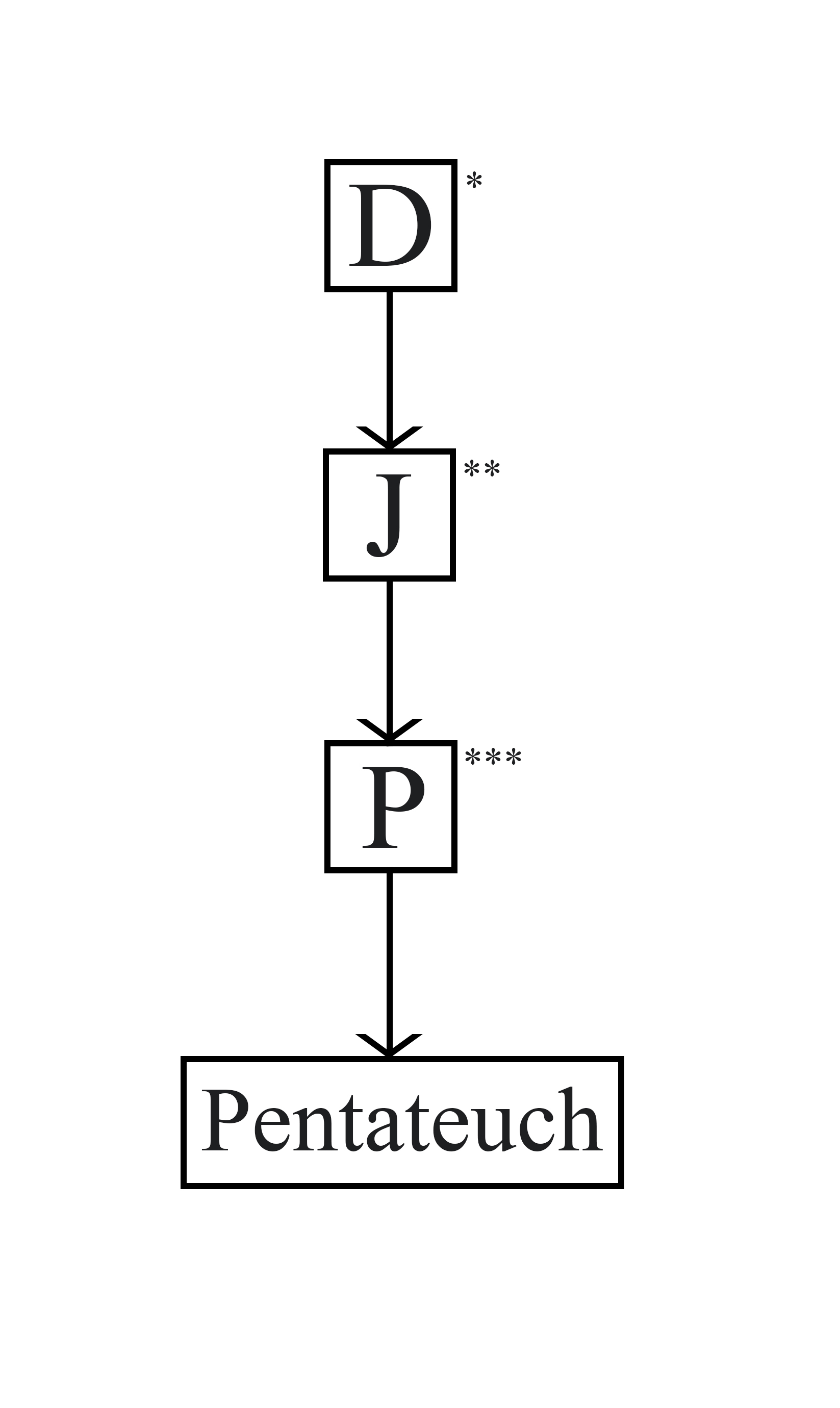
Diagrama da en, um modelo popular da composição da Torá. A fonte javista é mostrada como J.

Diagrama da hipótese documental do século XX.

A fonte javista, frequentemente abreviado como J, é uma das fontes mais amplamente reconhecidas do Pentateuco (Torá), junto com a fonte Sacerdotal e Deuteronomista. A existência da fonte javista é um tanto controversa, com vários estudiosos, especialmente na Europa, negando que ele tenha existido como um documento independente coerente. No entanto, muitos estudiosos presumem sua existência e datam sua composição para o período do cativeiro babilônico (597–539 a.C.) ou talvez um pouco mais tarde. A javista é assim chamada devido ao seu uso característico do termo Javé (hebraico : יהוה) para Deus.

## História
Estudiosos modernos concordam que fontes separadas fundamentam o Pentateuco, mas há muita discordância sobre como essas fontes foram usadas pelos autores para escrever os primeiros cinco livros da Bíblia. A explicação chamada de hipótese documental dominou grande parte do século , mas o consenso em torno dessa hipótese foi quebrado. Seus críticos sugerem que os defensores contemporâneos tendem a atribuir um papel muito mais amplo aos [[redação (Bíblia)|]] [en], que agora são vistos como adicionando muito material próprio, em vez de simplesmente combinadores passivos de documentos.
A forma simples da hipótese documental também foi criticada por seus próprios constituintes. A revisão mais notável nas últimas décadas foi sugerir que os documentos E e J individuais são irrecuperáveis completamente, a maior parte deles tendo sido descartados pelo primeiro redator JE; ou que o documento E nunca foi independente, mas sim uma parte do documento J.

## Características
Em J, Yahweh é uma figura antropomórfica tanto fisicamente ( Genesis 3:8, Genesis 11:5, Exodus 17:7 ) e mentalmente (como quando Abraão barganha com Yahweh pelo destino de Sodoma e Gomorra, ou quando, durante o êxodo, Yahweh, indignado com a falta de fé dos israelitas, ameaça destruí-los a todos e criar os descendentes de Moisés, mas "cedeu e não trouxe sobre seu povo o desastre que havia ameaçado" quando dissuadido por Moisés).
J tem um fascínio particular pelas tradições concernentes a Judá, incluindo seu relacionamento com seu rival e vizinho, Edom ; seu foco em cidades de Judá, como Jerusalém; e seu apoio à legitimidade da dinastia de Davi. J também critica as outras tribos de Israel, por exemplo, sugerindo que a capital do Reino do Norte, Siquém, foi capturada por meio de um massacre dos habitantes originais (Gênesis 34:).
Michael D. Coogan sugere três temas recorrentes na tradição jahwista: a relação entre os humanos e o solo, a separação entre os humanos e Deus e a corrupção humana progressiva:

### Relação entre humanos e solo
J é o único a enfatizar uma relação estreita entre os humanos e o solo. Este motivo é encontrado pela primeira vez em Gênesis 2:4 a Gênesis 3:24 quando "o primeiro humano é chamado Adão porque foi tirado do solo [adamah em hebraico]." Inicialmente, o homem vive em harmonia com o solo. Depois que o homem come da árvore do conhecimento do bem e do mal, entretanto, o relacionamento é arruinado. Em Gênesis 3:17 Javé amaldiçoa o solo e o homem a trabalhá-la para comer. Os humanos retornarão ao solo na morte, conforme descrito em Gênesis 3:19 . O motivo é aprofundado na história de Caim e Abel . Caim é um lavrador da terra (adamah) e, após o assassinato, Caim é amaldiçoado desde a terra Gênesis 4:11. O vínculo entre o homem e o solo é, aparentemente, restaurado com Noé. Ele é descrito como um homem da terra e é descrito como aquele que trará alívio do trabalho árduo da agricultura Gênesis 5:29 . A embriaguez de Noé também alude à ligação entre os humanos e o solo ou planta/alimento que o solo produz e a corrupção. No final, J repetidamente mostra uma conexão entre a corrupção humana e o solo.

### A separação entre o divino e o humano
Um dos temas recorrentes de J em Gênesis é a fronteira entre os reinos divino e humano. Em Gênesis 3:22, ao comer o fruto proibido, o homem e a mulher tornam-se como deuses e são banidos do Jardim do Éden, impedindo-os de reter sua imortalidade e plena divindade. Este tema também é visto em Gênesis 6:1–4 na união sexual dos filhos de Deus com mulheres humanas: Yahweh declara isso uma violação da separação e limita o tempo de vida de seus descendentes. Por último, este tema continua em Gênesis 1:1–9 na história da Torre de Babel, na qual Javé confunde a linguagem da humanidade para impedi-los de se compreenderem e se aproximarem da divindade.

### Corrupção humana progressiva
Um terceiro tema na fonte javista é o aumento da corrupção humana. Deus cria um mundo que é "muito bom", aquele em que todas as criaturas são vegetarianos e violência é desconhecida, mas desobediência de Eva  é seguida pelo assassinato por Caim de seu irmão Abel, até que o Senhor vê que toda a Terra está cheia de corrupção e resolve destruí-la com o dilúvio. A corrupção não cessa após o dilúvio, mas Deus aceita que sua criação é falha.

## Datação
Julius Wellhausen, o estudioso alemão do século 19 responsável pela forma clássica da hipótese documentária, não tentou datar J mais precisamente do que o período monárquico da história de Israel. Em 1938, Gerhard von Rad [en] colocou J na corte de Salomão, c. 950 a.C., e argumentou que seu propósito ao escrever era fornecer uma justificativa teológica para o estado unificado criado pelo pai de Salomão, Davi. Isso foi geralmente aceito até um estudo crucial de 1976 por H. H. Schmid [en], Der sogenannte Jahwist ("O chamado javista"), argumentou que J conhecia os livros proféticos dos séculos VIII e VII a.C., enquanto os profetas não sabiam as tradições da Torá, o que significa que J não poderia ser anterior ao século VII. Uma série de teorias atuais colocam J ainda mais tarde, no período exílico e/ou pós-exílico (século VI–V a.C.). Kyle McCarter da Universidade Johns Hopkins, um especialista em escritas semíticas antigas, disse que o estudo deveria "resolver qualquer controvérsia sobre [a data d]essas inscrições".

## Escopo
O que se segue é um registro das histórias da Bíblia que são geralmente aceitas pela comunidade acadêmica mais ampla como tendo sido escritas por J:

### Gênesis
O Jahwist começa com a história da criação em Genesis 2:4 (a história da criação em Gênesis 1 é de P ), isso é seguido pela história do Jardim do Éden, Caim e Abel, os descendentes de Caim, os Nephilim, uma história do dilúvio (fortemente entrelaçado com um relato paralelo de P), os descendentes de Noé, o incidente de incesto na tenda de Noé de Gênesis 6, a Mesa das Nações e a Torre de Babel .  Esses capítulos constituem a chamada História Primordial, a história da humanidade antes de Abraão, e J e P fornecem quantidades aproximadamente iguais de material. A fonte javista fornece a maior parte do restante de Gênesis, o material a respeito de Abraão, Isaac, Jacó e José . 
Aqueles que seguem a hipótese clássica do documentário hoje descrevem o texto J abrangendo Gênesis 2: 4 a Gênesis 35 com o fim da renomeação de Jacó como Israel e a conclusão dos patriarcas das doze tribos. A narrativa de Joseph parece ser um acréscimo de uma narrativa "E" do norte devido à natureza mais etérea, proativa e profética de Deus em comparação com o Deus reativo e antropomórfico do texto J. As últimas adições do texto P enquadram as narrativas J. A "cola" do texto P pode ser percebida em Gênesis 1 (enquadrando o livro), Gênesis 5 reconta Gênesis 1 e fornece um detalhe da linhagem sacerdotal característica de Adão e, entre outros locais, Gênesis 35, ligando as narrativas patriarcais do texto J ao "E" A narrativa de Joseph com mais detalhes da linhagem é considerada importante para os autores pós-exílicos com o propósito de reconstruir a nação no período do segundo templo.

### Êxodo
Os estudiosos discutem quanto de Êxodo é atribuível a J e quanto a E, visto que começando em Êxodo 3: a fonte E também se refere a Deus como Javé. J fornece muito do material de Êxodo 1–5 mas está intimamente ligado a E. Assim, é difícil determinar que porção de Êxodo 1–15 é J e o que é E; no entanto, é fácil ver a cadeia P paralela, que também conta da escravidão de Israel e dos milagres do Êxodo próprios.
Depois de deixar o Egito, J dá seu próprio relato da liberação de água de uma rocha e da chuva de Maná por Deus sobre os israelitas. Depois disso, quase não há material de J em Êxodo, exceto o relato de J dos Dez Mandamentos, também conhecido como o Decálogo Ritual. J geralmente não se concentra na lei. 

### Levítico
A grande maioria dos estudiosos atribui quase a totalidade de Levítico a P.

### Números
J começa com Números 10–14, a partida do Sinai, a história dos espias que temem os gigantes em Canaã e a recusa dos israelitas em entrar na Terra Prometida - o que então provoca a ira de Yahweh, que condena eles vagarem no deserto pelos próximos quarenta anos. J retoma no capítulo 16 a história da rebelião de Datã e Abirão, que foi combinada com o relato da rebelião de Coré de P pelo Redator. Geralmente também se acredita que J fornece grandes porções dos capítulos 21 a 24, cobrindo a história da serpente de bronze, Balaão e seu asno falante (embora Friedman atribua isso a E), e finalmente terminando com os primeiros versos da Heresia de Baal Peor . 